# Oleg Reif
Oleg Reif (20. září 1928 Úvaly – 24. října 2011 Praha) byl český herec a televizní režisér.

## Život
Rodiče Olega Reifa emigrovali po ruské revoluci do Československa. Otec byl po roce 1945 odvlečen zpět a vrátil se po třinácti letech. Oleg Reif se měl stát knězem, ale účinkování ve filmu Preludium ovlivnilo jeho další život. Byl členem Dismanova rozhlasového dětského souboru a dostával dětské role v řadě filmů mezi lety 1941 a 1953. Později hrál epizodní role. Jako herec vystupoval v pražských divadlech a v divadle v Karlových Varech. Od roku 1994 režíroval v Československé televizi.
Jeho syn je režisér Oskar Reif (* 1959).

## Dílo
Před kamerou se objevil poprvé ve 13 letech ve filmu Preludium z roku 1941. Mezi jeho další role patřila postava inspicienta v divadle ve filmu Pane, vy jste vdova! nebo staršího Pláničky ve Slunce, seno a pár facek. Jeho poslední role byly v trilogii Kameňák, kde ztvárnil lorda.